# La Rosita
La Rosita és una concentració de població designada pel cens dels Estats Units a l'estat de Texas. Segons el cens del 2000 tenia 1.729 habitants.

## Demografia
Segons el cens del 2000, La Rosita tenia 1.729 habitants, 435 habitatges, i 394 famílies. La densitat de població era de 208 habitants/km².
Dels 435 habitatges en un 65,3% hi vivien nens de menys de 18 anys, en un 71,7% hi vivien parelles casades, en un 15,9% dones solteres, i en un 9,4% no eren unitats familiars. En el 9% dels habitatges hi vivien persones soles el 4,6% de les quals corresponia a persones de 65 anys o més que vivien soles. El nombre mitjà de persones vivint en cada habitatge era de 3,97 i el nombre mitjà de persones que vivien en cada família era de 4,23.
Per edats la població es repartia de la següent manera: un 41,7% tenia menys de 18 anys, un 11% entre 18 i 24, un 27,3% entre 25 i 44, un 14,3% de 45 a 60 i un 5,7% 65 anys o més.
L'edat mediana era de 24 anys. Per cada 100 dones de 18 o més anys hi havia 90,9 homes.
La renda mediana per habitatge era de 12.864 $ i la renda mediana per família de 13.125 $. Els homes tenien una renda mediana de 12.273 $ mentre que les dones 10.268 $. La renda per capita de la població era de 4.228 $. Aproximadament el 60,3% de les famílies i el 58,1% de la població estaven per davall del llindar de pobresa.

## Poblacions més properes
El següent diagrama mostra les poblacions més properes.